# Conselho Internacional de Ciência
Conselho Internacional de Ciência (CIC, em inglês: International Council for Science ou ICSU), é uma organização não governamental internacional dedicada à cooperação internacional para o avanço da ciência. Em 2012, compreendia 120 membros científicos multidisciplinares e observadores, incluindo 140 países.

## Objetivos
Entre os principais objetivos está o de incentivar diálogos construtivos entre comunidades científicas, governos, sociedade civil, e o setor privado.

## Missão e princípios
A missão é fortalecer a ciência internacional para o benefício da sociedade. Para fazer isso, mobiliza o conhecimento e recursos da comunidade científica internacional para:

- Identificar e tratar das principais questões de importância para a ciência e a sociedade.
- Facilitar a interação entre os cientistas em todas as disciplinas e de todos os países.
- Promover a participação de todos os cientistas, independentemente de raça, nacionalidade, língua, posição política ou sexo-no esforço científico internacional.
- Fornecer consultoria científica e independente para estimular o diálogo construtivo entre a comunidade científica e os governos, a sociedade civil e o setor privado.

Conselho Internacional de Ciência em inglês: International Council for Science ou ICSU.
As atividades se concentram em três áreas:
1. A colaboração na investigação internacional
2. Ciência para a política
3. Universalidade da ciência

## História
É uma das mais antigas organizações não-governamentais em todo o mundo e representa a evolução e expansão de dois corpos anteriores conhecidos como a Associação Internacional de Academias (IAA, 1899–1914) e do Conselho de Pesquisa Internacional (IRC, 1919–1931).
Em 1998, os membros concordaram que a composição e as atividades atuais do Conselho seria melhor refletida modificando o nome do Conselho Internacional de Uniões Científicas para o Conselho Internacional para a Ciência, enquanto sua rica história e identidade forte estaria bem servido por mantendo a sigla já existente, ICSU.

## Estrutura
A Secretaria da ICSU (20 funcionários em 2012), em Paris, garante que o planejamento e as operações do dia-a-dia sob a orientação do Conselho Executivo eleito. As três políticas do Comitês:
1. Comitê de Planejamento Científico e avaliação (CPCA)
2. Comissão da Liberdade e Responsabilidade na condução da Ciência (CLRC)
3. Comissão de Finanças

Auxiliar a Diretoria no seu trabalho e uma Assembleia Geral de todos os membros são convocados a cada três ano. ICSU tem três escritórios regionais:
1. África
2. Ásia
3. Pacífico, bem como na América Latina e no Caribe

## Membros da União Científica
| Abreviação | União                                                              | Membro desde | Campo                                           |
| ---------- | ------------------------------------------------------------------ | ------------ | ----------------------------------------------- |
| UAI        | União Astronómica Internacional                                    | 1922         | Astronomia                                      |
| OIPC       | Organização Internacional de Pesquisa sobre o Cérebro              | 1993         | Neurociência                                    |
| UIG        | União Internacional de Geografia                                   | 1923         | Geografia                                       |
| UIM        | União Internacional de Matemática                                  | 1922         | Matemática                                      |
| UIEQ       | União Internacional para o Estudo do Quaternário                   | 2005         | Período Quaternário                             |
| AIS        | Associação Internacional de Sociologia                             | 2011         | Sociologia e Ciências sociais                   |
| SIFSR      | Sociedade Internacional de Fotogrametria e Sensoriamento Remoto    | 2002         | Fotogrametria e Sensoriamento remoto            |
| UICAE      | União Internacional de Ciências Antropológicas e Etnológicas       | 1993         | Antropologia e Etnologia                        |
| UIBBM      | União Internacional de Bioquímica e Biologia Molecular             | 1955         | Bioquímica e Biologia molecular                 |
| UICB       | União Internacional de Ciências Biológicas                         | 1925         | Biologia                                        |
| UICr       | União Internacional de Cristalografia                              | 1947         | Cristalografia                                  |
| UIOPF      | União Internacional das Organizações de Pesquisa Florestal         | 2005         | Engenharia florestal                            |
| UICTA      | União Internacional de Ciência e Tecnologia de Alimentos           | 1996         | Ciência dos alimentos e Tecnologia de alimentos |
| UIGG       | União Internacional de Geodésia e Geofísica                        | 1922         | Geodésia e Geofísica                            |
| UICG       | União Internacional de Ciências Geológicas                         | 1922         | Geologia                                        |
| UIHFC      | União Internacional de História e Filosofia da Ciência             | 1922         | História da ciência e Filosofia da ciência      |
| UISI       | União Internacional de Sociedades de Imunologia                    | 1976         | Imunologia                                      |
| UISPM      | União Internacional das Sociedades de Pesquisa de Materiais        | 2005         | Ciência dos materiais                           |
| UISM       | União Internacional das Sociedades Microbiológicas                 | 1982         | Microbiologia                                   |
| UICN       | União Internacional de Ciências da Nutrição                        | 1968         | Nutrição                                        |
| IUPAB      | União Internacional para a Biofísica Pura e Aplicável              | 1966         | Biofísica                                       |
| UIQPA      | União Internacional de Química Pura e Aplicada                     | 1922         | Química                                         |
| UIFA       | União Internacional de Física Pura e Aplicada                      | 1922         | Física                                          |
| UICFEM     | União Internacional para Ciências Físicas e Engenharia em Medicina | 1999         | Física médica                                   |
| UIBFC      | União Internacional de Farmacologia Básica e Clínica               | 1972         | Farmacologia                                    |
| UICF       | União Internacional de Ciências Fisiológicas                       | 1955         | Fisiologia                                      |
| UICPsi     | União Internacional de Ciências Psicológicas                       | 1982         | Psicologia                                      |
| UICS       | União Internacional de Ciências do Solo                            | 1993         | Ciências do solo                                |
| UIMTA      | União Internacional de Mecânica Teórica e Aplicada                 | 1947         | Mecânica                                        |
| IUTOX      | União Internacional de Toxicologia                                 | 1996         | Toxicologia                                     |
| UICR       | União Internacional de Ciência do Rádio                            | 1922         | Ciência do Rádio                                |